# Torre de la Corda
La Torre de la Corda, que apareix en documents com Torre del barranc de la Dona, Torre del Barranc o Torre de la Renegà, en el terme municipal d'Orpesa (Plana Alta, País Valencià), és una torre de guaita a una altura sobre el nivell del mar de 20 metres i 50 metres cap a l'interior.

## Història
El segon Duc de Maqueda nomena a Joan Bernardí de Cervelló, encarregat de les obres. Iniciada la construcció a finals de 1553, i dirigida pel mestre d'obres Joan de Barea, finalitza la seua edificació a primeries de febrer de 1554.

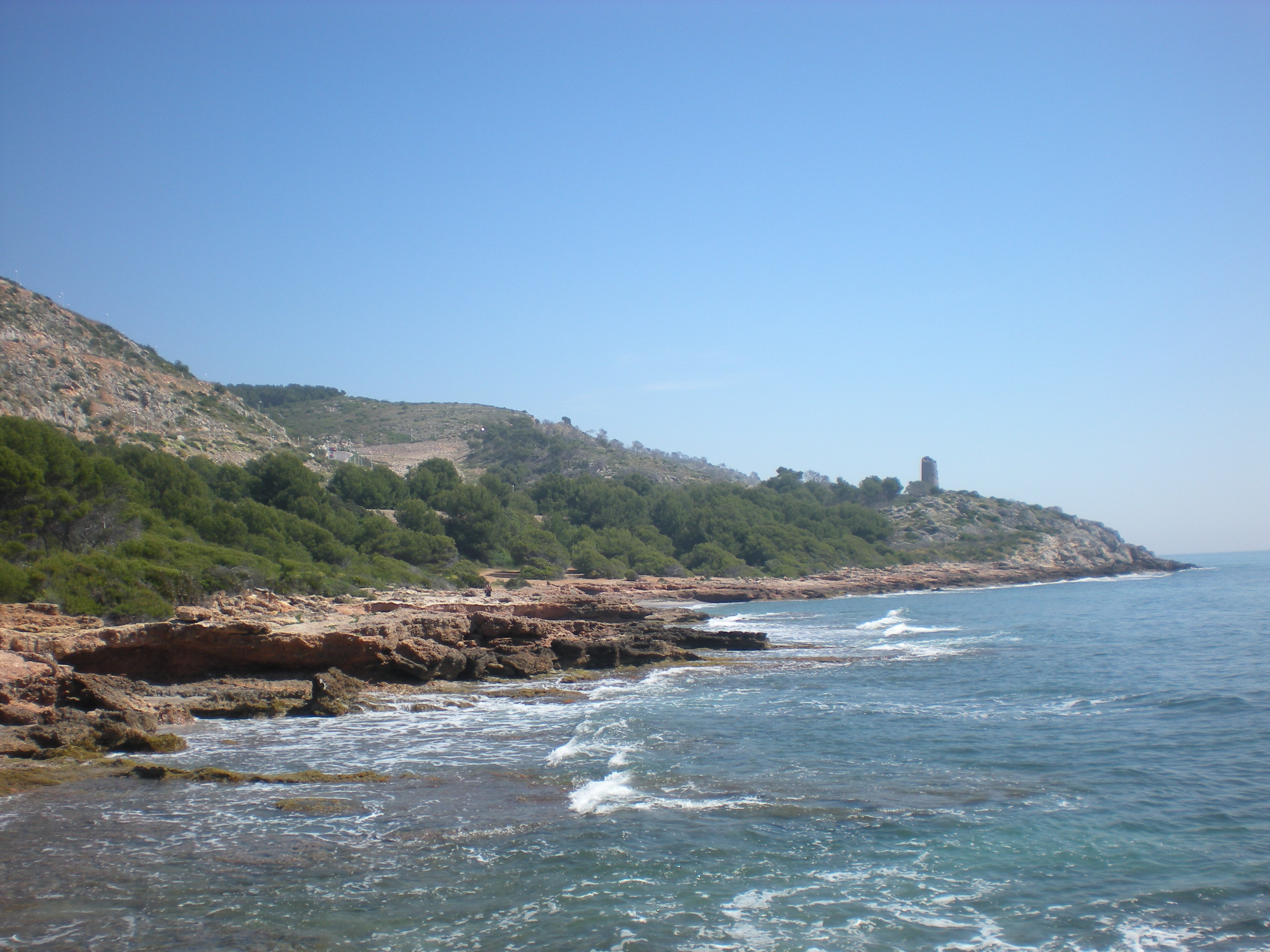
Torre de la Corda des de la platja de la Renegà

En les Ordinacions sobre protecció i custòdia del litoral valencià del segon Duc de Maqueda, de 1554, i de Vespasiano Gonzaga, de 1575, apareix mencionada.
Durant gener i febrer de 2011 s'ha dut a terme la restauració de la torre, amb la instal·lació d'una escala metàl·lica per arribar a la porta d'accés.
La Torre es troba sota la protecció genèrica de la Disposició Addicional Segona de la Llei 5/2007, de 9 de febrer, de la Generalitat Valenciana, del Patrimoni Cultural Valencià, on es qualifica com Bé d'Interès Cultural. I el seu entorn queda protegit mitjançant l'Orde 14/2010, de 15 d'abril, de la Conselleria de Cultura i Esport, on s'estableix la preservació del paisatge i els usos incompatibles en un radi de 200 metres amb centre en el monument.

## Arquitectura
Té planta circular de perfil lleugerament troncocònic, tenint l'accés per una porta en altura, a uns 6 metres, en la cara que dona al mar, a la qual s'accedia per una escala de corda. Voltant la torre hi ha 9 espitlleres que permeten fàcilment defensar-la. Construïda amb maçoneria de pedra i morter de calç en un emplaçament difícilment accessible des del mar i amb una molt bona visibilitat.